# エルメス・フランカ
エルメス・フランカ（Hermes França、1974年8月27日 - ）は、ブラジルの男性総合格闘家。セアラー州フォルタレザ出身。チーム・エルメス・フランカ主宰。元WEC世界ライト級王者。
アメリカン・トップチーム初期からの選手で、後にブラジリアン・トップチームへ移籍。2005年12月には自らのチームFIGHT.COを設立した。

## 来歴
2003年4月25日、UFC初参戦となったUFC 42でリッチ・クランキルトンと対戦し、判定勝ち。
2003年9月26日、UFC 44で宇野薫と対戦し、KO勝ち。
2005年9月7日、初参戦となったHERO'Sのミドル級（-70kg）トーナメント リザーブファイトで朴光哲と対戦し、判定負け。
2006年3月17日、WEC 19のWEC世界ライト級タイトルマッチでゲイブ・ルーディジャーと対戦し、KO勝ちを収め王座獲得に成功した。

### UFC復帰
2006年7月8日、2年ぶりのUFC復帰となったUFC 61でジョー・ジョーダンと対戦し、三角絞めで一本勝ち。
2007年1月25日、UFC Fight Night: Evans vs. Salmonでスペンサー・フィッシャーと対戦し、TKO勝ちを収めた。
2007年7月7日、UFC 73の世界ライト級タイトルマッチでショーン・シャークと対戦し、0-3の判定負けを喫し王座獲得に失敗した。試合後の薬物検査で両選手ともにステロイドが検出され、カリフォルニア州アスレチック・コミッションから2,500ドルの罰金と1年の出場停止処分が課された。
2008年7月19日、1年ぶりの復帰となるUFC Fight Night: Silva vs. Irvinでフランク・エドガーと対戦し、判定負け。敗れはしたもののファイト・オブ・ザ・ナイトを受賞した。10月25日、UFC 90ではATT在籍時代のチームメイトであるマーカス・アウレリオに判定勝ちを収めた。
2009年9月19日、UFC 103でタイソン・グリフィンにTKO負けを喫した。
2009年11月8日、世界ノーギ柔術選手権に出場し、マスター黒帯メジオ級で優勝を果たした。
2010年1月8日、Max Fights DMでエリック・ワイズリーにTKO負けを喫し、試合後に引退を表明した。
2010年5月29日、UFCファンエキスポで行なわれたGrapplers Questのスーパーファイトでビル・クーパーと対戦し、ポイント負け。

## 戦績

### 総合格闘技
| 総合格闘技 戦績 | 総合格闘技 戦績 | 総合格闘技 戦績 | 総合格闘技 戦績 | 総合格闘技 戦績 | 総合格闘技 戦績 | 総合格闘技 戦績 |
| --------------- | --------------- | --------------- | --------------- | --------------- | --------------- | --------------- |
| 30 試合         | (T)KO           | 一本            | 判定            | その他          | 引き分け        | 無効試合        |
| 19 勝           | 6               | 11              | 2               | 0               | 0               | 0               |
| 11 敗           | 3               | 0               | 7               | 0               | 0               | 0               |

| 勝敗 | 対戦相手                   | 試合結果                             | 大会名                                                                                           | 開催年月日     |
| ×    | モーシェ・カイツ           | 5分3R終了 判定0-3                    | Israel Fighting Championship: Genesis                                                            | 2010年11月9日  |
| ×    | エリック・ワイズリー       | 5分3R終了 判定0-3                    | Scorpius Fighting Championships 1                                                                | 2010年9月24日  |
| ×    | エリック・ワイズリー       | 1R 2:03 TKO（パウンド）              | Max Fights DM: Ballroom Brawl 4                                                                  | 2010年1月8日   |
| ×    | タイソン・グリフィン       | 2R 3:26 TKO（右ストレート→パウンド） | UFC 103: Franklin vs. Belfort                                                                    | 2009年9月19日  |
| ○    | マーカス・アウレリオ       | 5分3R終了 判定3-0                    | UFC 90: Silva vs. Cote                                                                           | 2008年10月25日 |
| ×    | フランク・エドガー         | 5分3R終了 判定0-3                    | UFC Fight Night: Silva vs. Irvin                                                                 | 2008年7月19日  |
| ×    | ショーン・シャーク         | 5分5R終了 判定0-3                    | UFC 73: Stacked 【UFC世界ライト級タイトルマッチ】                                                | 2007年7月7日   |
| ○    | スペンサー・フィッシャー   | 2R 4:03 TKO（スタンドパンチ連打）    | UFC Fight Night: Evans vs. Salmon                                                                | 2007年1月25日  |
| ○    | ネイサン・ディアス         | 2R 2:46 腕ひしぎ十字固め             | WEC 24: Full Force 【WEC世界ライト級タイトルマッチ】                                             | 2006年10月12日 |
| ○    | ジェイミー・ヴァーナー     | 3R 3:31 腕ひしぎ十字固め             | UFC 62: Liddell vs. Sobral                                                                       | 2006年8月26日  |
| ○    | ジョー・ジョーダン         | 3R 0:47 三角絞め                     | UFC 61: Bitter Rivals                                                                            | 2006年7月8日   |
| ○    | ブランドン・オルセン       | 1R 0:40 腕ひしぎ十字固め             | WEC 21: Tapout 【WEC世界ライト級タイトルマッチ】                                                 | 2006年6月15日  |
| ○    | トビー・イマダ             | 1R 0:53 腕ひしぎ十字固め             | Total Combat 14: Throwdown                                                                       | 2006年5月13日  |
| ○    | ライアン・シュルツ         | 1R 3:30 KO（パンチ連打）             | Absolute Fighting Championships 16 【AFCライト級王座決定戦】                                     | 2006年4月22日  |
| ○    | ゲイブ・ルーディジャー     | 1R 0:36 KO（パンチ連打）             | WEC 19: Undisputed 【WEC世界ライト級タイトルマッチ】                                             | 2006年3月17日  |
| ×    | 朴光哲                     | 5分2R終了 判定0-2                    | HERO'S 2005 ミドル級世界最強王者決定トーナメント準決勝 【ミドル級トーナメント リザーブファイト】 | 2005年9月7日   |
| ×    | レイ・クーパー             | 1R 2:57 TKO（パンチ連打）            | Shooto Hawaii: Unleashed                                                                         | 2005年3月25日  |
| ×    | イーブス・エドワーズ       | 5分3R終了 判定1-2                    | Euphoria: USA vs. World                                                                          | 2005年2月26日  |
| ○    | マニー・リーズ・ジュニア   | 1R 0:37 KO（パンチ連打）             | Absolute Fighting Championships 10                                                               | 2004年10月30日 |
| ○    | フィル・ジョーンズ         | 1R 0:47 チョークスリーパー           | Euphoria: Road to the Titles 【ライト級トーナメント 1回戦】                                      | 2004年10月15日 |
| ×    | イーブス・エドワーズ       | 5分3R終了 判定1-2                    | UFC 47: It's On                                                                                  | 2004年4月2日   |
| ×    | ジョシュ・トムソン         | 5分3R終了 判定0-2                    | UFC 46: Supernatural                                                                             | 2004年1月31日  |
| ○    | 宇野薫                     | 2R 2:46 KO（右ストレート）           | UFC 44: Undisputed                                                                               | 2003年9月26日  |
| ○    | リッチ・クランキルトン     | 5分3R終了 判定3-0                    | UFC 42: Sudden Impact                                                                            | 2003年4月25日  |
| ○    | ライアン・ディアス         | 1R 4:23 フロントチョーク             | HOOKnSHOOT: Absolute Fighting Championships 1                                                    | 2002年12月13日 |
| ○    | アンソニー・ハムレット     | 1R TKO（パンチ連打）                 | HOOKnSHOOT: New Wind 【HnS世界フェザー級タイトルマッチ】                                         | 2002年9月7日   |
| ○    | 鈴木洋平                   | 1R 1:04 フロントチョーク             | HOOKnSHOOT: Relentless                                                                           | 2002年5月25日  |
| ○    | ドン・カエチャー           | 2R 2:00 三角絞め                     | World Extreme Fighting 12                                                                        | 2002年5月11日  |
| ○    | マイク・ウィルス           | 1R 4:00 三角絞め                     | HOOKnSHOOT: Overdrive                                                                            | 2002年3月9日   |
| ○    | マイク・トーマス・ブラウン | 1R 2:21 三角絞め                     | HOOKnSHOOT: Kings 1                                                                              | 2001年11月17日 |

### グラップリング
| 勝敗 | 対戦相手       | 試合結果 | 大会名                                     | 開催年月日    |
| ×    | ビル・クーパー | ポイント | Grapplers Quest at UFC Fan Expo Vegas 2010 | 2010年5月29日 |

## 獲得タイトル
- 第2代HOOKnSHOOT世界フェザー級王座（2002年）
- 第4代WEC世界ライト級王座（2006年）
- AFCライト級王座（2006年）
- 世界ノーギ柔術選手権 マスター黒帯メジオ級 優勝（2009年）

## 表彰
- ブラジリアン柔術 黒帯
- UFC ファイト・オブ・ザ・ナイト（3回）
- UFC サブミッション・オブ・ザ・ナイト（1回）